# Geranium christensenianum
Geranium christensenianum là một loài thực vật có hoa trong họ Mỏ hạc. Loài này được Hand.-Mazz. mô tả khoa học đầu tiên năm 1933.